# Atanasio Echeverría y Godoy

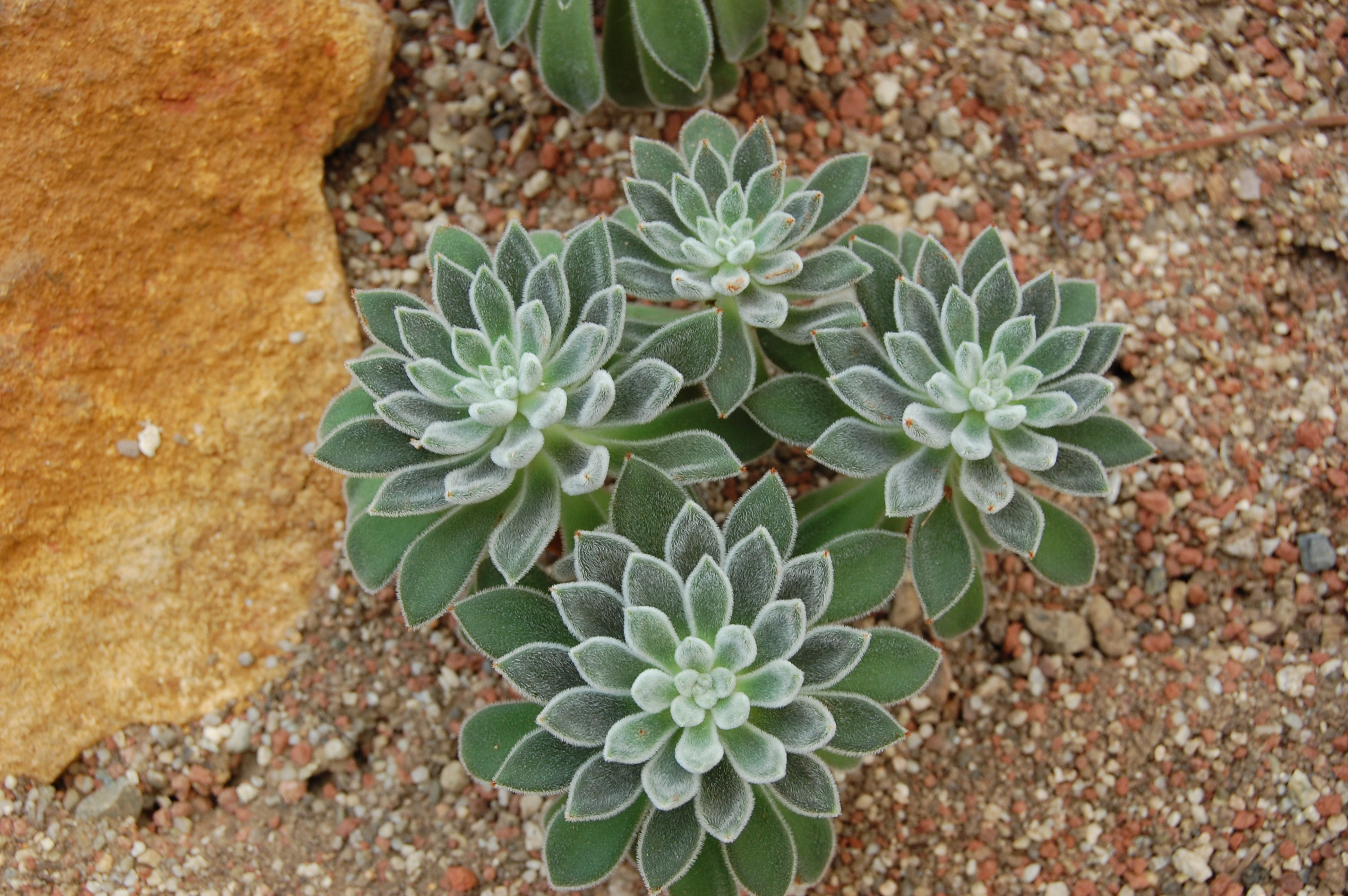
El género Echeveria fue llamado así en su honor

Atanasio Echeverría y Godoy fue un artista botánico y naturalista novohispano en el siglo XVIII.

## Biografía
Echeverría acompañó a Martín Sessé y Lacasta (1751-1808) y a José Mariano Mociño (1763-1819) en la Real Expedición Botánica a Nueva España, de 1787 a 1803, con el fin de recopilar un gran inventario de la flora y fauna de ese país.
Debido a la inestabilidad política en la Nueva España provocada por las Guerras Napoleónicas, el proyecto no pudo ser concluido. Un buen número de sus dibujos están a resguardo en el Hunt Institute, una institución abocada al estudio y divulgación de la historia de la botánica de América del Norte.
El género Echeveria fue nombrado en su honor.